# Gotthold Ephraim Lessing
Gotthold Ephraim Lessing (ur. 22 stycznia 1729 w Kamenz w Saksonii, zm. 15 lutego 1781 w Brunszwiku) – niemiecki estetyk, dramaturg, pisarz, krytyk i teoretyk literacki epoki oświecenia, reformator teatru niemieckiego i jeden z najważniejszych autorów dramatycznych tamtego okresu.

## Biografia[1]
Lessing urodził się 22 stycznia 1729 roku w Kamenz jako trzecie z dwanaściorga dzieci Johanna Gottfrieda Lessinga (1693–1770), luterańskiego duchownego, oraz Justiny Salome (z d. Feller). Wychowany w duchu pobożności, zgodnie z rodzinną tradycją został przeznaczony na duchownego lub uczonego.
Do dziesiątego roku życia zdobywa edukacyjne szlify pod okiem ojca, a następnie w łacińskiej szkole w Kamenz. W 1741 trafia do elitarnej szkoły książęcej pod wezwaniem św. Afry w Miśni, gdzie zostaje dostrzeżony przez pedagogów jako bystry uczeń i chłonny umysł, z zapałem studiujący w oryginale dzieła m.in. Terencjusza i Plauta. Choć szkołę w Miśni cechowała surowa dyscyplina, pozwala ona młodemu Lessingowi na otwarcie się na tendencje oświeceniowe, zwłaszcza poprzez lekturę tekstów myślicieli francuskich. W roku 1746 immatrykuluje się na uniwersytecie w Lipsku, gdzie zgodnie z życzeniem ojca rozpoczyna studia na wydziale teologicznym. Lipsk jest już wtedy jednych z głównych ośrodków niemieckiego oświecenia. To tu działa słynny reformator literatury niemieckiej Johann Christoph Gottsched (1700-1766), tu występuje też słynna trupa teatralna Fryderyki Caroliny Neuber (1697-1760), z którą Lessing nawiązuje rychły kontakt i dla której pisze w 1747 r. swą pierwszą sztukę pt. Młody uczony. W roku 1748 przerywa studia, do których wraca w 1751 r., immatrykulując się na uniwersytecie w Wittenberdze, gdzie rok później zostaje magistrem sztuk wyzwolonych. W tym okresie studiuje teksty filozoficzne, teologiczne, estetyczne i literackie myślicieli angielskich, francuskich i niemieckich. Zajmuje się też twórczością prześladowanego przez inkwizycję humanisty Girolamo Cardano, czemu daje wyraz w swej Apologii Hieronima Cardana (Rettung des Hieronymus Cardanus).

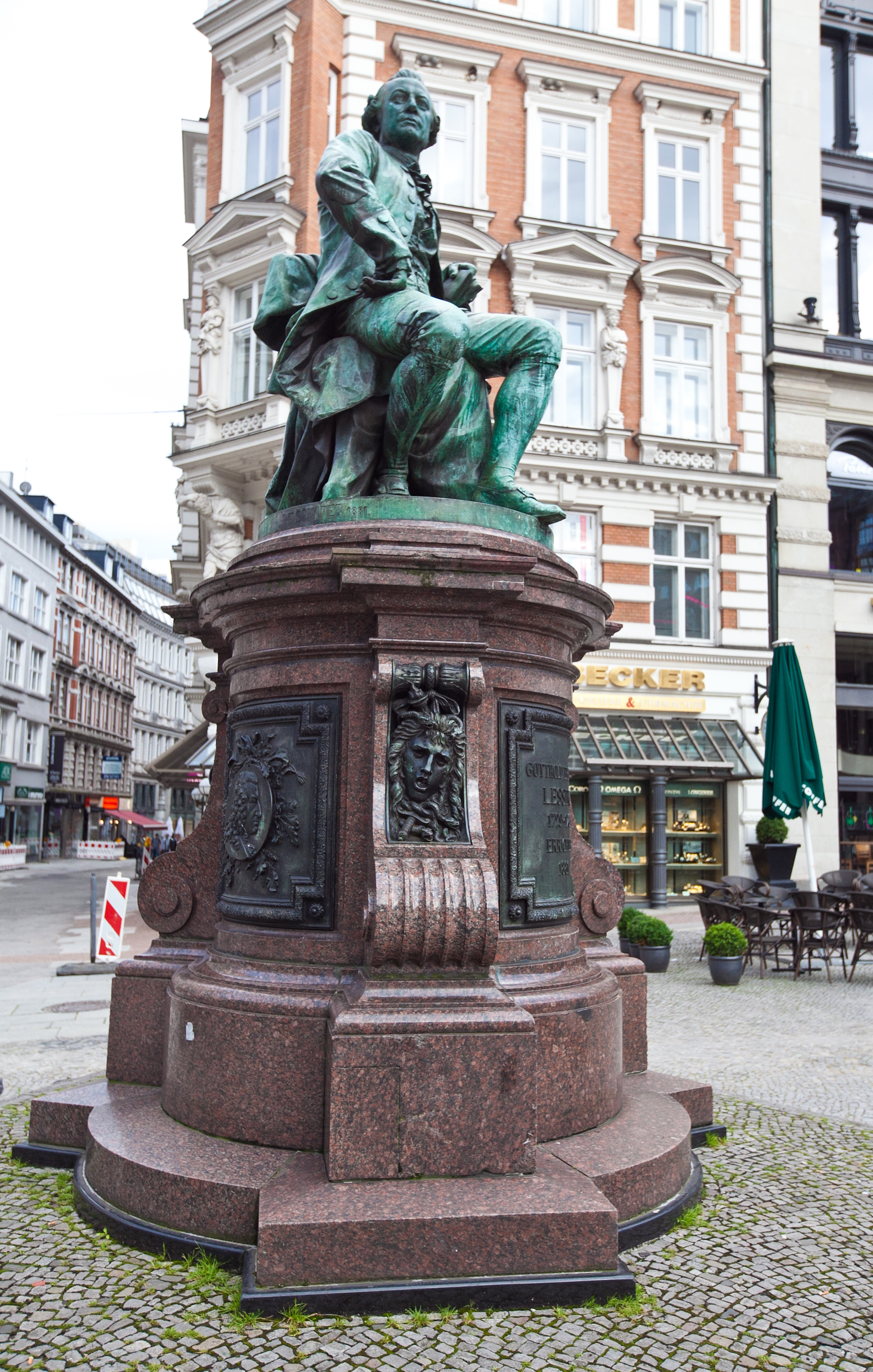
Pomnik G.E. Lessinga w Hamburgu, projekt Fritza Schapera z 1881 r.

Po zakończonych studiach kilkukrotnie zmienia miejsce zamieszkania, poszukując stałego zatrudnienia. W Berlinie nawiązuje kontakty m.in. z Ewaldem Christianem von Kleistem, Karlem Wilhelmem Ramlerem, Johannem Georgiem Sulzerem, przede wszystkim zaprzyjaźnia się jednak z Friedrichem Nicolaiem i Mosesem Mendelssohnem, z którymi w kolejnych latach współtworzy projekty literackie i publicystyczne, m.in. Listy o literaturze najnowszej (Briefe, die neueste Literatur betreffend, 1759-1765).
W latach 1760–1765 przebywa we Wrocławiu jako sekretarz generała Friedricha Bogislava von Tauentzien, gdzie bliżej obserwuje przebieg i kulisy wojny siedmioletniej. Podczas ponownego pobytu w Berlinie publikuje swą najważniejszą rozprawę estetyczną pt. Laokoon czyli o granicach malarstwa i poezji (1766), a następnie w roku 1767 przenosi się do Hamburga, gdzie zostaje dramaturgiem i doradcą powstałego w tym mieście Teatru Narodowego. Z tego okresu pochodzi komedia Minna von Barnhelm (1767), a także przede wszystkim seria krytyk i szkiców teatralnych pt. Dramaturgia hamburska (1767-1769), w których Lessing wyjaśnia swoje rozumienie teatru, a także formułuje program jego naprawy w Niemczech. W okresie hamburskim poznaje też swoją przyszłą żonę, Evę König.
Po bankructwie Teatru Narodowego przenosi się do Wolfenbüttel, by w 1770 r. objąć posadę w Bibliotece im. Księcia Augusta (Herzog August Bibliothek). W tym okresie odbywa też liczne podróże po Niemczech, Austrii i Włoszech. W roku 1776 poślubia Evę König, ich małżeństwo trwa jednak bardzo krótko: w Boże Narodzenie 1777 r. przychodzi na świat ich syn Traugott, lecz umiera zaledwie dzień później, dwa tygodnie po nim, 10.1.1778, także i matka.
Po śmierci żony i syna Lessing podupada na zdrowiu. W roku 1779 publikuje swój ostatni dramat pt. Natan mędrzec, będący swoistym humanistycznym testamentem autora.
Gotthold Ephraim Lessing zmarł 15 lutego 1781 w Brunszwiku. Jego grób znajduje się w tymże mieście na Magnifriedhof.

## Myśl polityczna Lessinga
U Gottholda Ephraima Lessinga myśl wolnościowa przybiera formę obrony tolerancji religijnej i pozareligijnej i rzekomo pochodzącego z pism luterańskich przyzwolenia na samodzielne poszukiwanie prawdy i drogi do zbawienia przez każdą jednostkę. Dla Lessinga bardziej wartościowy jest ten, kto w imię własnych przekonań zrywa z nieprawdą, niż ten, który trzymając się przesądu broni choćby najszlachetniejszej prawdy. Szczęście i wolność utożsamiał Lessing z odrzuceniem przesądów i osiągnięciem dzięki temu dojrzałości duchowej. Poglądy Lessinga są jakby niemieckim wariantem myśli wolteriańskiej. Tak jak Voltaire, którego podziwiał, Lessing nie zgadzał się z typowo niemiecką wizją wolności jako samokontroli i umiaru, podobnie jak Voltaire opowiadał się za rozumieniem wolności przede wszystkim jako swobody działania jednostki. W odniesieniu do państwa pruskiego, Lessing szydził: „Berlińska wolność polega na tym, żeby zrobić tyle niedorzeczności skierowanych przeciwko religii, ile się chce”, co kontrastuje z wypowiedzią szkockiego podróżnika Johna Moore’a odwiedzającego Berlin w 1775 roku: „…Nic nie zaskoczyło mnie bardziej… niż swoboda z jaką wielu ludzi mówi o posunięciach rządowych i zachowaniu się króla”.

## Wybrane utwory

### Dramaty
- Der junge Gelehrte (komedia), 1747; pol. Młody uczony, tłum. I. Czermakowa, 1959
- Der Misogyn (komedia), 1748, wyd. 1755
- Der Freigeist (komedia), 1749
- Die Juden (komedia), 1749
- Miß Sara Sampson (tragedia), 1755, pol. Miss Sara Sampson, tłum. A. Dołęgowski, 1959
- Philotas (tragedia), 1759
- Minna von Barnhelm (komedia), 1767, pol. tłum m.in. H. Zymon-Dębicki, 1958, A. Kowalkowski, 1959
- Emilia Galotti (tragedia), 1772, pol. tłum. m.in. J. Jędrzejewicz, 1959
- Nathan der Weise (poemat dramatyczny), 1779, pol. Natan mędrzec, tłum. m.in. A. Szczerbowski, 1963. J. St. Buras, 2012

### Pisma estetyczne
- Briefe, die neueste Literatur betreffend, 1759–1765, pol. Listy o najnowszej literaturze, tłum. H. Kahanowa, 1959.
- Laokoon oder Über die Grenzen der Malerei und Poesie, 1766, pol. Laokoon czyli o granicach malarstwa i poezji, tłum. H. Zymon-Dębicki, 1959.
- Hamburgische Dramaturgie, 1769–1769, pol. Dramaturgia hamburska, tłum. m.in. Olga Dobijanka(-Witczakowa), 1956.
- Wie die Alten den Tod gebildet, 1769

### Pisma teologiczne i filozoficzne
- Pope ein Metaphysiker!
- Über die Entstehung der geoffenbarten Religion
- Über die Wirklichkeit der Dinge außer Gott
- Anti-Goeze, 1778, pol. Anty-Goeze, tłum. A. Dołęgowski, 1959
- Ernst und Falk, 1778, pol. Ernst i Falk, tłum. H. Kahanowa, 1959.
- Die Erziehung des Menschengeschlechts, 1780, pol. Wychowanie rodzaju ludzkiego, tłum. H. Kahanowa, 1959